# Principado de Luca e Piombino
O Principado de Luca e Piombino foi um estado napoleónico, estabelecido em territórios da região italiana da Toscana, que existiu entre 1805 e 1815.

## História
A cidade italiana de Luca e os territórios envolventes estiveram na origem da República de Luca. Aquando das invasões dos exércitos revolucionários franceses na península Itálica, em 1797, a cidade de Luca mateve a sua independência.
Contudo, em 1799, Luca caiu perante as forças francesas e a constituição da república foi abolida. Luca é então transformada numa república democrática sob domínio francês (1799 - 1805).
Em 1805, Napoleão Bonaparte, ao querer dar uma coroa à sua irmã Elisa, ofereceu-lhe o Principado de Piombino (estado que fora cedido à França pelo Reino de Nápoles) pelo decreto de 27 de Ventoso do Ano XIII (18 de março de 1805).

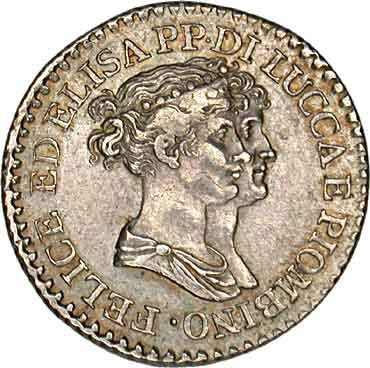
Félix Baciocchi, no plano de trás e Elisa, numa moeda da época

Pouco depois, em 15 de Pradial do Ano XIII (4 de junho de 1805), o Conselho dos Duques (Senado) da recentemente instituída República de Luca pediu a Napoleão, na sua qualidade rei de Itália, de confiar o governo da república a um membro da sua família, hereditariamente, e na respectiva descendência natural. Assim, Napoleão escolheu o marido de Elisa, Félix Baciocchi, escolha ratificada por Luca, em 25 de Pradial (14 de junho).
Baciocchi foi nomeado príncipe de Luca pela constituição de 14 Messidor (23 de junho). Em caso de morte, o principado seria entregue a Elisa e, após ela, à sua descendência masculina legítima, por ordem de primogenitura. A coroação do príncipe Baciocchi e de sua mulher teve lugar em 12 de Messidor (1 de julho). Em 14 de julho seguinte, os príncipes chegam a Luca para a sua cerimónia de investidura.
Em 31 de março de 1806, Napoleão retirou o Ducado de Massa e Carrara ao Reino de Itália para os juntar às possessões de Elisa e Félix. A região histórica da Garfagnana foi igualmente adicionada.
Em 3 de março de 1809, Elisa recebeu o título de Grande Dignitária do Império, como Grã-duquesa, com o governo geral dos Departamentos da Toscana. O principado, fazia parte da Toscana e do Império Francês, conservando um estatuto particular (não se torna um Departamento francês, embora seja nomeado um prefeito, Antoine-Marie-Pierre de Hautmesnil, para administrar o território.
Em 1814, o exército austríaco ocupou Luca. Pelo acto final do Congresso de Viena (1815), o principado foi dissolvido e partilhado entre diferentes soberanos:
- o Ducado de Massa e Carrara foi devolvido à soberana anterior, Maria Beatriz d'Este, fundadora da Casa da Áustria-Este;
- o Principado de Piombino foi anexado ao Grão-Ducado da Toscana; o título de príncipe de Piombino foi mantido pela família Boncompagni-Ludovisi, na pessoa de Luís Maria (Luigi Maria), duque de Sora, como título honorífico;
- a infanta de Espanha Maria Luísa, viúva de Luís I de Bourbon-Parma, ex-rei da Etrúria e herdeiro do dissolvido Ducado de Parma e Placência, e, como tal, matriarca da Casa de Bourbon-Parma, obtêm Luca, erigida em ducado, com uma renda anual de indemnização provisória de 500.000 francos, como compensação pela perda do Ducado de Parma e Placência outorgado à ex-imperatriz dos franceses, Maria Luísa de Áustria.

## Exercício do poder

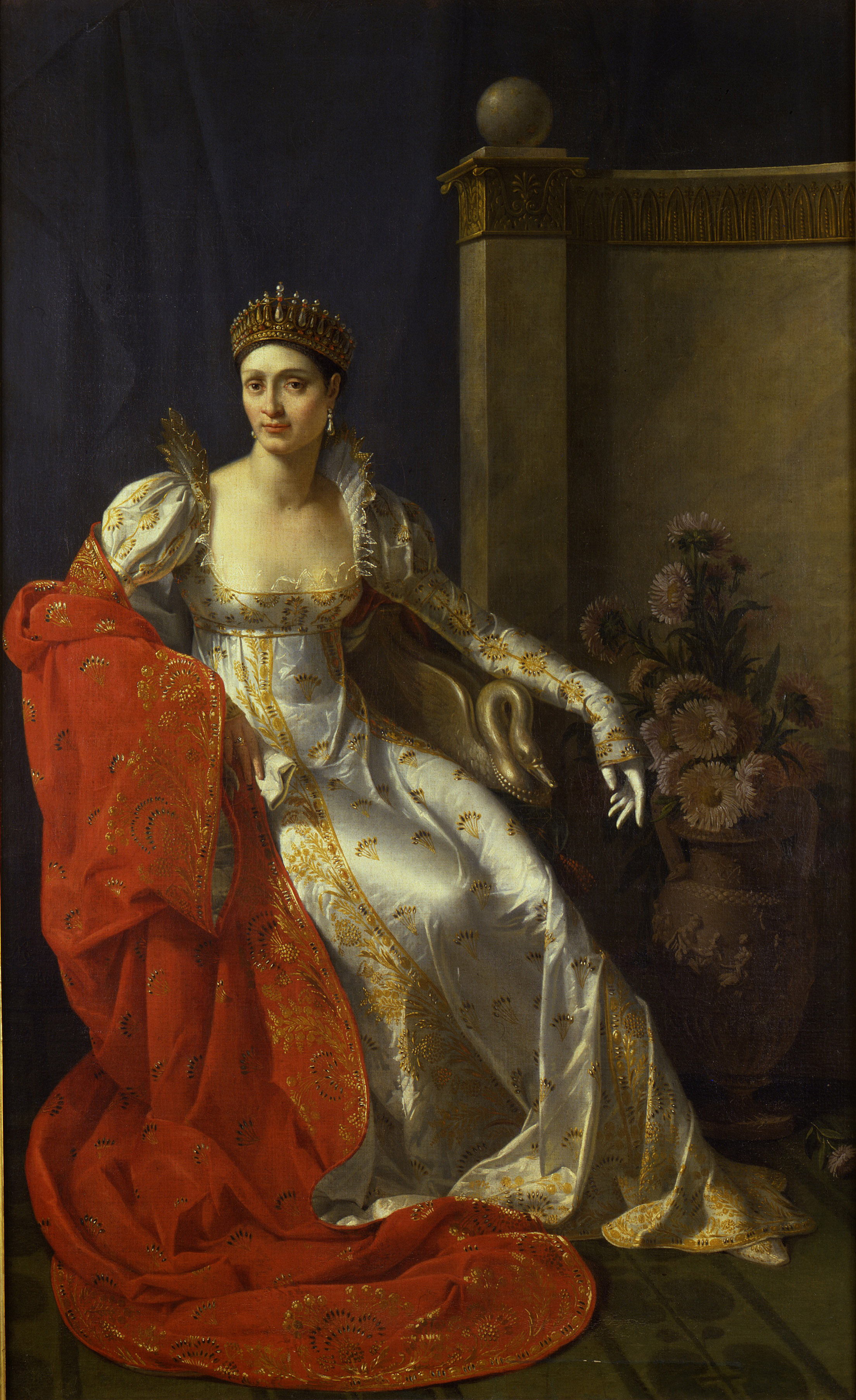
Elisa Bonaparte
Por Marie-Guillemine Benoist

Os novos príncipes governaram respeitando a constituição do principado, onde estava estabelecido a separação entre o Estado e administração da capital, o que originou o nascimento da comuna de Luca.
Elisa põe em prática uma corte e uma etiqueta inspirada na das Tulherias. Em Luca, rodeou-se de ministros muitos dos quais ocupam o lugar até ao fim do seu reinado, como:
- Luigi Matteucci, ministro da Justiça, do Interior e dos Negócios Estrangeiros,
- Francesco Belluomini (substituído pelo filho Giuseppe), como ministro das Finanças,
- Jean-Baptiste Froussard, chefe de gabinete, ou
- Pierre d'Hautmesnil, responsável do orçamento do Estado.

Elisa exerceu a maior parte do poder, mantendo-se o marido muito apagado, contentando-se em tomar decisões no domínio militar, ficando com um papel que oscila entre o de ajudante de campo e de príncipe consorte. Compreensivo, Baciocchi suportou serenamente as infidelidades da sua mulher, satisfazendo-se por vê-la governar os estados que o imperador lhe entregara.[carece de fontes?]

## Brasão de armas
| Figura | Brasonamento |
|        | Elisa Bonaparte (1777-1820) Princesa de Piombino (18 de março de 1805) e de Luca (junho de 1805), Partido: no I, coupé d'argent et de gueules (Lucca) à la lionne rampant, la tête contournée, brochant sur le tout; no II, de gueules à deux barres d'or accompagnées de deux étoiles du même, une en chef et une en pointe (Bonarparte); sobre o todo d'azur, à l'aigle d'or, la tête contournée, au vol abaissé, empiétant un foudre du même (Império). Manto Imperial, coroa ducal. |
|        | Félix Baciocchi (1762 - 1841) Príncipe de Piombino (18 de março de 1805) e de Luca (junho de 1805). Partido: no I, coupé d'argent et de gueules au léopard rampant, au naturel, brochant; no II, de Bonaparte; sobre o todo, de Império. Manto imperial, coroa ducal, colar da Ordem do Tosão de Ouro, e grande colar da Legião de Honra. |